# Yepocapa
Yepocapa är en kommunhuvudort i Guatemala.   Den ligger i departementet Departamento de Chimaltenango, i den sydvästra delen av landet, 50 km väster om huvudstaden Guatemala City. Yepocapa ligger 1 398 meter över havet och antalet invånare är 8 961.
Terrängen runt Yepocapa är kuperad västerut, men österut är den bergig. Runt Yepocapa är det ganska tätbefolkat, med 160 invånare per kvadratkilometer. Närmaste större samhälle är San Andrés Itzapa, 17,7 km nordost om Yepocapa. I omgivningarna runt Yepocapa växer huvudsakligen savannskog.